# Paškuwatti
Paškuwatti fue una maga de Arzawa. Se conserva una texto ritual en hitita suyo (CTH 406; siglo XIV a. C.) procedente de los archivos de Ḫattuša, en el que se debía curar a un hombre de su impotencia sexual o de su homosexualidad.

## Estructura del ritual
El ritual hitita medio de Paškuwatti se dirige a un hombre que no tiene descendencia o que no muestra deseo hacia las mujeres. Dura tres días y necesita de una mujer joven como ayudante. Para comenzar el ritual se invoca y se sacrifica a la diosa Uliliyašši. Después de la ablución del afectado, este va con Paškuwatti y la joven mujer al campo, donde se construye un portal de cañas y el hombre lo atraviesa portando el huso y la rueca que la maga le entrega. Luego se le quitan los atributos femeninos y son sustituidos por arco y flecha, mientras Paškuwatti le dice: «Te he tomado la feminidad y te he devuelto la masculinidad. ¡Desecha tu comportamiento femenino, asume el comportamiento masculino!».
Luego se coloca en la casa una mesa con ofrendas a Uliliyašši, en la que se sacrifica una oveja a la diosa. Esa noche, el hombre duerme en una cama delante de la mesa y al día siguiente le cuenta su sueño a la maga, concretamente si la diosa se le ha aparecido en sueños y si se ha acostado con ella o no. Si el «tratamiento» tuvo éxito, el hombre dona a la diosa un pithos, una estela ḫuwaši o una estatua. Si no ha visto a la diosa, se continúa el ritual.

## Interpretación

### Huso y rueca
El ritual mágico central es el hecho de franquear el portal, que se supone debe provocar la transformación de un estado a otro. El huso y la rueca eran entre los hititas atributos femeninos, al igual que en el resto de culturas posneolíticas. Así, por su cobardía, al general hitita Šanta se le sustituyeron públicamente el garrote y las flechas por huso y pincel de maquillaje. En las unidades militares hititas se mostraban huso y rueca y se partía una flecha para mostrar lo que esperaba a un soldado en caso de traición.

### Impotencia u homosexualidad
El ritual de Paškuwatti se interpretó inicialmente como una ceremonia contra la impotencia masculina. Un artículo de Jared. L. Miller, catedrático de Asiriología e Hititología, contradice esta interpretación. Para Miller, uno de los puntos clave es la exhortación de abandonar su comportamiento femenino y sustituirlo por un comportamiento masculino. La impotencia no puede considerarse un comportamiento. Además existe un pasaje en el texto en el que una virgen es enviada al afectado y se acerca a sus muslos: «Pero este mortal es de mierda y orina». Las interpretaciones anteriores entendían que el pene del hombre sólo podía orinar, pero no eyacular. Pero así no se aclara la palabra «mierda». Más bien parece una alusión a la sodomía y, en general, un desprecio hacia la homosexualidad masculina.[cita requerida] Tampoco el sueño tendría mucho sentido en un hombre heterosexual impotente, ya que bien podría tener sueños con mujeres. La interpretación de Miller, en general, es aceptada por los expertos y se considera que el ritual de Anniwiyani también podría ser interpretado en este sentido.